# Rally Islas Canarias de 2022
El Rally Islas Canarias de 2022 fue la 46.º edición y la tercera ronda de la temporada 2022 del Campeonato de Europa de Rally. Se celebró del 12 al 14 de mayo y contó con un itinerario de trece tramos sobre asfalto que sumaron un total de 194,04 km cronometrados.
El ganador de la prueba fue el catalán Nil Solans quien consiguió su segunda victoria de la temporada en su segunda participación en una prueba del campeonato. Solans pudo sacarse la espina del 2020 en donde una penalización le impidió lograr su primera victoria en la prueba canaria. En una apasionante lucha por la segunda posición, Efrén Llarena y Yoann Bonato terminaron con el mismo tiempo final y el desempate se determinó con el reglamento que establece que el vencedor será el que mejor tiempo obtenga en la primera especial que no sea SSS. De esta Llarena al haber logrado la victoria en el SS2 se llevó el segundo puesto.

## Lista de inscritos
| Num.                     | Piloto                  | Copiloto               | Automóvil              | Equipo                       |
| ------------------------ | ----------------------- | ---------------------- | ---------------------- | ---------------------------- |
| 1                        | Efrén Llarena           | Sara Fernández         | Škoda Fabia Rally2 evo | Team MRF Tyres               |
| 2                        | Nil Solans              | Marc Martí             | Volkswagen Polo GTI R5 | Nil Solans                   |
| 3                        | Alberto Battistolli     | Simone Scattolin       | Škoda Fabia Rally2 evo | Alberto Battistolli          |
| 4                        | Simon Wagner            | Gerald Winter          | Škoda Fabia Rally2 evo | Eurosol Racing Team Hungary  |
| 5                        | Simone Tempestini       | Sergiu Itu             | Škoda Fabia Rally2 evo | Simone Tempestini            |
| 6                        | Javier Pardo Siota      | Adrián Pérez Fernández | Škoda Fabia Rally2 evo | Javier Pardo Siota           |
| 7                        | Simone Campedelli       | Tania Canton           | Škoda Fabia Rally2 evo | Team MRF Tyres               |
| 8                        | Norbert Herczig         | Igor Bacigál           | Škoda Fabia Rally2 evo | Team MRF Tyres               |
| 9                        | Yoann Bonato            | Benjamin Boulloud      | Citroën C3 Rally2      | Yoann Bonato                 |
| 10                       | Josep Bassas Mas        | Axel Coronado Jiménez  | Škoda Fabia Rally2 evo | Josep Bassas Mas             |
| 11                       | Grzegorz Grzyb          | Adrian Sadowski        | Škoda Fabia Rally2 evo | Topp-Cars Rally Team         |
| 12                       | Enrique Cruz            | Yeray Mújica Eugenio   | Ford Fiesta Rally2     | Copi Sport                   |
| 14                       | Luis Monzón             | José Carlos Déniz      | Škoda Fabia Rally2 evo | Canarias Sport Club          |
| 15                       | Łukasz Kotarba          | Tomasz Kotarba         | Citroën C3 Rally2      | BTH Import Stal Rally Team   |
| 16                       | Joan Vinyes             | Jordi Mercader         | Suzuki Swift R4LLY S   | Suzuki Motor Ibérica         |
| 17                       | Alberto Monarri         | Carlos Cancela         | Suzuki Swift R4LLY S   | Suzuki Motor Ibérica         |
| 18                       | Miguel Ángel Suárez     | Eduardo González       | Citroën C3 Rally2      | Revys Motor Sport            |
| 19                       | José Luis García Molina | Alberto Chamorro       | Škoda Fabia R5         | Escudería Mollerussa         |
| 20                       | Rachele Somaschini      | Nicola Arena           | Citroën C3 Rally2      | Rachele Somaschini           |
| 21                       | Daniel Chwist           | Kamil Heller           | Škoda Fabia Rally2 evo | Daniel Chwist                |
| 22                       | Igor Widłak             | Daniel Dymurski        | Ford Fiesta Rally3     | KG-RT                        |
| 23                       | Anthony Fotia           | Arnaud Dunand          | Renault Clio Rally4    | Toksport WRT                 |
| 24                       | Jon Armstrong           | Brian Hoy              | Ford Fiesta Rally4     | M-Sport Poland               |
| 25                       | Laurent Pellier         | Marine Pelamourgues    | Opel Corsa Rally4      | ADAC Opel Rallye Junior Team |
| 26                       | Óscar Palomo Ortíz      | Xavi Moreno            | Peugeot 208 Rally4     | Rallye Team Spain            |
| 27                       | Andrea Mabellini        | Virginia Lenzi         | Renault Clio Rally4    | Toksport WRT                 |
| 28                       | Norbert Maior           | Francesca Maria Maior  | Opel Corsa Rally4      | Topp-Cars Rally Team         |
| 29                       | Martin László           | Dávid Berendi          | Renault Clio Rally4    | M-Sport Racing Kft.          |
| 30                       | Nick Loof               | Hugo Magalhães         | Ford Fiesta Rally4     | Nick Loof                    |
| 31                       | Daniel Polášek          | Kateřina Janovská      | Ford Fiesta Rally4     | Yacco ACCR Team              |
| 32                       | Ola Nore Jr             | Jack Morton            | Ford Fiesta Rally4     | Ola Nore Jr                  |
| 33                       | Raúl Hernández          | Rodrigo Sanjuan        | Peugeot 208 Rally4     | Escudería Maspalomas         |
| 34                       | Mattia Vita             | Massimiliano Bosi      | Ford Fiesta Rally4     | Mattia Vita                  |
| 35                       | René Noller             | Anne Katharina Stein   | Peugeot 208 Rally4     | René Noller                  |
| 36                       | Alex Español            | José Murado González   | Peugeot 208 Rally4     | Andorra Auto Club            |
| 37                       | Victor Hansen           | Victor Johansson       | Ford Fiesta Rally4     | Victor Hansen                |
| 38                       | Roberto Daprà           | Luca Guglielmetti      | Ford Fiesta Rally4     | Roberto Daprà                |
| 39                       | Paulo Soria             | Marcelo Der Ohannesian | Renault Clio Rally5    | Paulo Soria                  |
| 40                       | Giorgio Cogni           | Gabriele Zanni         | Renault Clio Rally5    | Giorgio Cogni                |
| 41                       | Sergio Fuentes Matías   | Alain Peña Salvador    | Renault Clio Rally5    | C.D. Todo Sport              |
| 42                       | Andrea Mazzocchi        | Silvia Gallotti        | Renault Clio Rally5    | Andrea Mazzocchi             |
| 43                       | Ghjuvanni Rossi         | Dominique Corvi        | Renault Clio Rally5    | Ghjuvanni Rossi              |
| 44                       | Emre Hasbay             | Kutay Ertugrul         | Renault Clio Rally5    | Emre Hasbay                  |
| 45                       | Patrik Herczig          | Viktor Bán             | Renault Clio Rally5    | Patrik Herczig               |
| Fuente: ewrc-results.com |                         |                        |                        |                              |

## Itinerario
| Día                     | Tramo | Nombre                                 | Distancia | Ganador de la etapa | Automóvil              | Tiempo  | Líder de la general |
| ----------------------- | ----- | -------------------------------------- | --------- | ------------------- | ---------------------- | ------- | ------------------- |
| Día 1 (12 de mayo)      | -     | San Mateo (Cuevas Grandes) (Shakedown) | 3.89 km   | Simon Wagner        | Škoda Fabia Rally2 evo | 2:09.4  | -                   |
| Día 1 (12 de mayo)      | SS1   | Las Palmas de Gran Canaria - Disa      | 1.50 km   | Simon Wagner        | Škoda Fabia Rally2 evo | 1:08.6  | Simon Wagner        |
| Día 2 (13 de mayo)      | SS2   | Valsequillo 1                          | 11.91 km  | Efrén Llarena       | Škoda Fabia Rally2 evo | 7:43.7  | Efrén Llarena       |
| Día 2 (13 de mayo)      | SS3   | Santa Lucía 1                          | 14.82 km  | Luis Monzón         | Škoda Fabia Rally2 evo | 9:08.4  | Luis Monzón         |
| Día 2 (13 de mayo)      | SS4   | Tejeda 1                               | 20.78 km  | Luis Monzón         | Škoda Fabia Rally2 evo | 12:23.6 | Luis Monzón         |
| Día 2 (13 de mayo)      | SS5   | Valsequillo 2                          | 11.91 km  | Simone Campedelli   | Škoda Fabia Rally2 evo | 7:42.3  | Luis Monzón         |
| Día 2 (13 de mayo)      | SS6   | Santa Lucía 2                          | 14.82 km  | Enrique Cruz        | Ford Fiesta Rally2     | 9:10.5  | Luis Monzón         |
| Día 2 (13 de mayo)      | SS7   | Tejeda 2                               | 20.78 km  | Nil Solans          | Volkswagen Polo GTI R5 | 12:18.5 | Luis Monzón         |
| Día 3 (14 de mayo)      | SS8   | Moya-Valleseco 1                       | 27.42 km  | Efrén Llarena       | Škoda Fabia Rally2 evo | 17:09.0 | Luis Monzón         |
| Día 3 (14 de mayo)      | SS9   | Arucas 1                               | 9.30 km   | Nil Solans          | Volkswagen Polo GTI R5 | 4:50.6  | Nil Solans          |
| Día 3 (14 de mayo)      | SS10  | San Mateo 1                            | 12.04 km  | Enrique Cruz        | Ford Fiesta Rally2     | 7:33.0  | Nil Solans          |
| Día 3 (14 de mayo)      | SS11  | Moya-Valleseco 2                       | 27.42 km  | Efrén Llarena       | Škoda Fabia Rally2 evo | 17:03.7 | Nil Solans          |
| Día 3 (14 de mayo)      | SS12  | Arucas 2                               | 9.30 km   | Nil Solans          | Volkswagen Polo GTI R5 | 4:47.7  | Nil Solans          |
| Día 3 (14 de mayo)      | SS13  | San Mateo 2 (Power Stage)              | 12.04 km  | Simon Wagner        | Škoda Fabia Rally2 evo | 7:29.3  | Nil Solans          |
| Fuente:ewrc-results.com |       |                                        |           |                     |                        |         |                     |

### Power stage
El power stage fue una tramo de 12,04 km al final del rally. Se otorgaron puntos adicionales a los cinco más rápidos.
| Pos. | Piloto            | Copiloto          | Coche                  | Equipo                      | Tiempo | Puntos |
| ---- | ----------------- | ----------------- | ---------------------- | --------------------------- | ------ | ------ |
| 1    | Simon Wagner      | Gerald Winter     | Škoda Fabia Rally2 evo | Eurosol Racing Team Hungary | 7:29.3 | 5      |
| 2    | Efrén Llarena     | Sara Fernández    | Škoda Fabia Rally2 evo | Team MRF Tyres              | +1.6   | 4      |
| 3    | Nil Solans        | Marc Martí        | Volkswagen Polo GTI R5 | Nil Solans                  | +2.1   | 3      |
| 4    | Yoann Bonato      | Benjamin Boulloud | Citroën C3 Rally2      | Yoann Bonato                | +2.3   | 2      |
| 5    | Simone Campedelli | Tania Canton      | Škoda Fabia Rally2 evo | Team MRF Tyres              | +3.7   | 1      |

## Clasificación final
| Pos.                     | Piloto                  | Copiloto               | Automóvil              | Equipo                       | Tiempo    | Puntos  |
| ------------------------ | ----------------------- | ---------------------- | ---------------------- | ---------------------------- | --------- | ------- |
| 1                        | Nil Solans              | Marc Martí             | Volkswagen Polo GTI R5 | Nil Solans                   | 1:58:57.1 | 30+3    |
| 2                        | Efrén Llarena           | Sara Fernández         | Škoda Fabia Rally2 evo | Team MRF Tyres               | +0:11.2   | 24+4    |
| 3                        | Yoann Bonato            | Benjamin Boulloud      | Citroën C3 Rally2      | Yoann Bonato                 | +0:11.2   | 21+2    |
| 4                        | Enrique Cruz            | Yeray Mújica Eugenio   | Ford Fiesta Rally2     | Copi Sport                   | +0:23.9   | 19      |
| 5                        | Simone Campedelli       | Tania Canton           | Škoda Fabia Rally2 evo | Team MRF Tyres               | +1:03.9   | 17+1    |
| 6                        | Josep Bassas Mas        | Axel Coronado Jiménez  | Škoda Fabia Rally2 evo | Josep Bassas Mas             | +1:09.2   | 15      |
| 7                        | Emmanuel Guigou         | Kévin Bronner          | Alpine A110 Rally RGT  | Emmanuel Guigou              | +1:37.6   | [ n 1 ] |
| 8                        | Javier Pardo Siota      | Adrián Pérez Fernández | Škoda Fabia Rally2 evo | Javier Pardo Siota           | +1:56.1   | 13      |
| 9                        | Simone Tempestini       | Sergiu Itu             | Škoda Fabia Rally2 evo | Simone Tempestini            | +2:05.2   | 11      |
| 10                       | Norbert Herczig         | Igor Bacigál           | Škoda Fabia Rally2 evo | Team MRF Tyres               | +2:07.0   | 9       |
| 11                       | Miklós Csomós           | Attila Nagy            | Škoda Fabia R5         | Miklós Csomós                | +2:32.0   | [ n 1 ] |
| 12                       | Miguel Ángel Suárez     | Eduardo González       | Citroën C3 Rally2      | Revys Motor Sport            | +3:45.6   | 7       |
| 13                       | Łukasz Kotarba          | Tomasz Kotarba         | Citroën C3 Rally2      | BTH Import Stal Rally Team   | +5:54.8   | 5       |
| 14                       | Joan Vinyes             | Jordi Mercader         | Suzuki Swift R4LLY S   | Suzuki Motor Ibérica         | +6:15.4   | 4       |
| 15                       | José Luis García Molina | Alberto Chamorro       | Škoda Fabia R5         | Escudería Mollerussa         | +7:11.0   | 3       |
| 16                       | Rachele Somaschini      | Nicola Arena           | Citroën C3 Rally2      | Rachele Somaschini           | +7:55.1   | 2       |
| 17                       | Laurent Pellier         | Marine Pelamourgues    | Opel Corsa Rally4      | ADAC Opel Rallye Junior Team | +8:03.0   | 1       |
| Fuente: ewrc-results.com |                         |                        |                        |                              |           |         |

## Clasificaciones tras el rally
| Posición | Piloto             | Puntos | Cambios de posición |
| -------- | ------------------ | ------ | ------------------- |
| 1        | Efrén Llarena      | 70     | Crecimiento         |
| 2        | Nil Solans         | 65     | Crecimiento         |
| 3        | Armindo Araújo     | 45     | Decrecimiento       |
| 4        | Javier Pardo Siota | 33     | Crecimiento         |
| 5        | Simone Tempestini  | 32     | Crecimiento         |

| Posición | Equipo                | Puntos | Cambios de posición |
| -------- | --------------------- | ------ | ------------------- |
| 1        | Team MRF Tyres        | 112    | Crecimiento         |
| 2        | Toksport WRT          | 78     | Decrecimiento       |
| 3        | Rally Team Spain      | 60     | Sin cambios         |
| 4        | Team Hyundai Portugal | 59     | Sin cambios         |
| 5        | Citroën Vodafone Team | 34     | Sin cambios         |